# گلاستر، نیوجرسی
گلاستر (به انگلیسی: Gloucester Township) شهری در ایالت نیوجرسی کشور ایالات متحده آمریکا است که جمعیت آن در سرشماری سال ۲۰۱۰ میلادی، ۶۴٬۶۳۴ نفر بوده‌است.